# Hide from the Sun
Hide from the Sun er The Rasmus' sjette album. Det blev udgivet 12. september 2005.

## Trackliste
1. Shot
2. Night After Night (Out Of The Shadows)
3. No Fear
4. Lucifer's Angel
5. Last Generation
6. Dead Promises
7. Immortal
8. Sail Away
9. Keep Your Heart Broken
10. Heart Of Misery
11. Don't Let Go
12. Dancer In The Dark (Special Edition bonusnummer)

På udgaven fra Storbritannien er der desuden nummeret Open My Eyes med. For den japanske version er der ydermere nummeret Trigger.

## Singles
Den første single No Fear blev udgivet 29. august 2005. Den anden single Sail Away blev udgivet i november 2005. 
Den tredje fra albummet blev Shot, var kun tilgængelig som download i Storbritannien. 
Den fjerde single Keep Your Heart Broken blev udgivet i slutningen af juli måned 2005.

## Musikvideoer

### No Fear
Videoen til No Fear er med en pige som The Rasmus "føler for", ved at synge om hendes liv og hvordan hun føler. Pigen har en besættelse med sommerfugle og følger dem ud af sit lille, mørke soveværelse i søvne. Ude af stand til at se de farer hun går igennem, kommer hun til sidst op på et glastag og falder ned gennem det. Undervejs er hun i en have med mange blomster, farverige sommerfugle og en seng placeret tilfældigt midt i det hele. Slutteligt er hun i sin egen seng, hvor hun startede. Bandets forsanger Lauri har selv sagt, at det ender godt, og at hun bare vågner op i sin egen seng.[kilde mangler]

### Sail Away
I videoen til Sail Away går bandets forsanger Lauri ned ad en koldt udseende strand, mens han synger. Han ser en mand komme op fra vandet og ind til stranden med et fuglebur. Forsangeren bliver desuden fotograferet af en anden mand, da han samler en fjer op. Han forsætter med at gå og passerer to små piger med store gasmasker, som danser rundt om en pæl med en dukke sømmet på. Derpå går han ind i en lade, hvor resten af bandet også er. En sandstorm starter inde i laden og de bliver til sandskulpturer. Mens Lauri synger falder trommeslageren Akis hoved af, samt begge af bassisten Eeros arme.

### Shot
Til Shot er de et sted, der ligner en øde planet. Videoen er i store træk "close-ups" fra forskellige vinkler og afstande af det spillende band. På et tidspunkt fokuserer man på Lauri, hvor et stjerneskud kan ses i hans iris.